# تغذیه پیشگیرانه
تغذیه پیشگیرانه به‌عنوان بخشی از علم تغذیه عبارت است از پیشگیری از بیماری‌ها یا به تعویق‌انداختن شیوع آن‌ها یا کاهش شدت بیماری و مشکلات مرتبط با آن‌ها از طریق مدیریت تغذیه‌ای. هدف اصلی تغذیه پیشگیرانه کمک به افراد برای داشتن زندگی طولانی و سالم است: یعنی رسیدن به پایان زندگی در سلامت کامل یا حداقل در بهترین شرایط سلامتی ممکن به‌واسطه تغذیه صحیح.